# Sopa de ajo

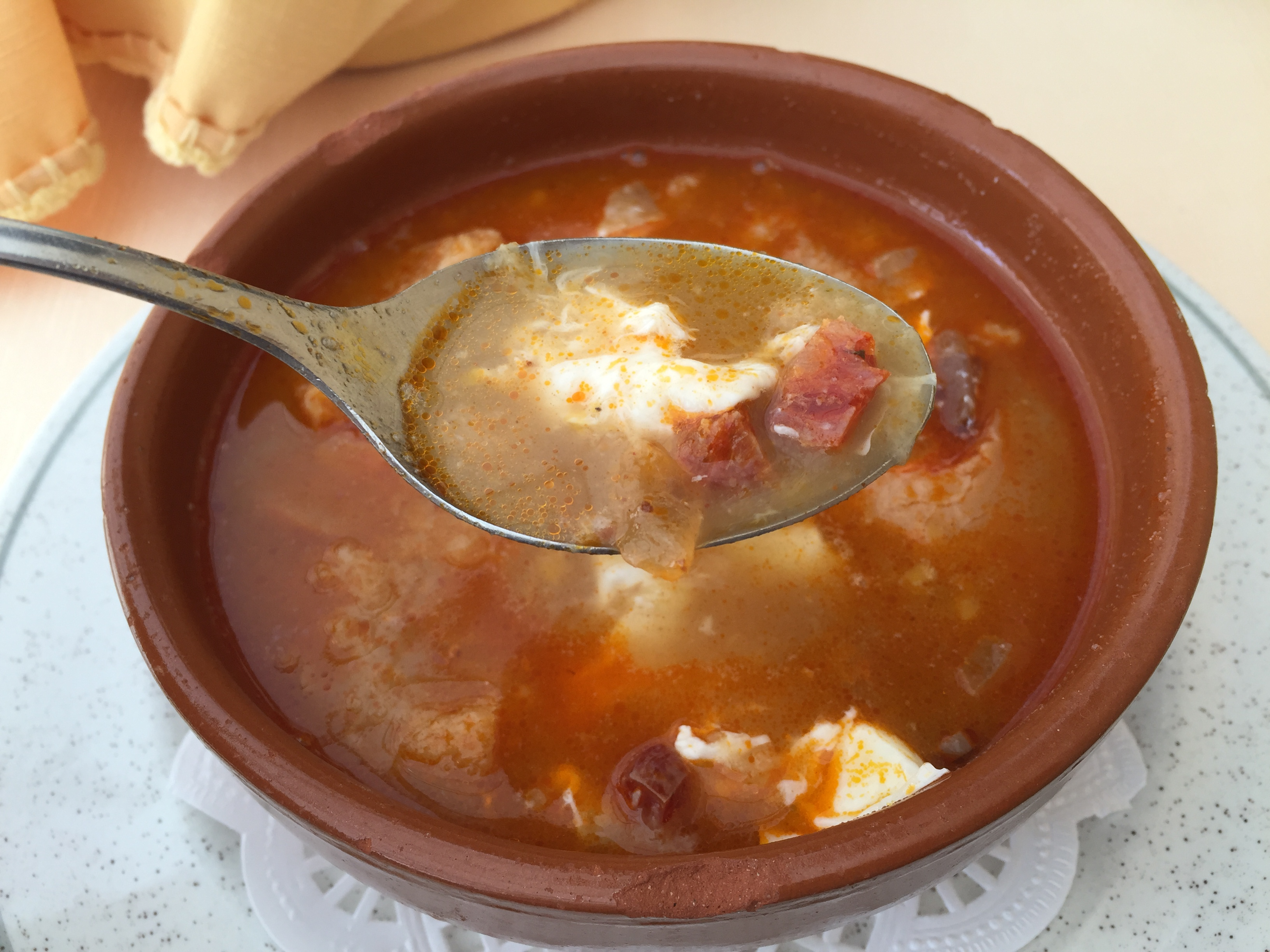
Sopa de ajo lista para servir

La sopa de ajo, también llamada sopa castellana, es un tipo de sopa típica de varias zonas de España, que cuenta con algunas variantes locales. Su origen suele situarse en las regiones de Castilla y León. Contiene fundamentalmente agua o caldo, pan (que suele ser pan duro que ha sobrado de días anteriores), pimentón, laurel, ajo,  aceite de oliva y huevo escalfado. Se trata de una sopa de origen humilde; está, como todo plato popular, sometido a múltiples variantes, según la economía de la familia y los gustos del cocinero, por lo que es común que se le añadan otros ingredientes. En algunas comarcas de Zamora es un plato asociado a la cocina de la Semana Santa.

## Costumbres
Ha sido un almuerzo muy frecuente en la antigüedad en muchos sitios de España. Se desayunaba con un café bebido al alba y un par de horas después, para mantener las fuerzas, se tomaban las sopas de ajo, generalmente con uno o dos huevos dentro, que se cocinaban con el calor de la sopa. En ciertos lugares de España es uno de los platos típicos de la Cuaresma, y constituye uno de los olores que rondan por los aires de las diferentes procesiones de Semana Santa. Se trata de un plato adecuado a las costumbres religiosas, al no incluir carne, y su textura y composición recuerda mucho a la estética y sobriedad de estas fechas. Se toma muy a menudo, casi durante cualquier hora del día, durante la Semana Santa. En Zamora suele tomarse como desayuno tras las procesiones nocturnas.
Además es costumbre que se sirva esta sopa tras noches de actividad, y algunos autores mencionan lo sano de esta ingesta matutina debido a que es de fácil digestión, actuando al mismo tiempo como emoliente y neutralizante de la mucosa estomacal irritada por los abusos.

## Composición y elaboración

### Ingredientes
Tradicionalmente la sopa de ajo tiene muy pocos ingredientes:

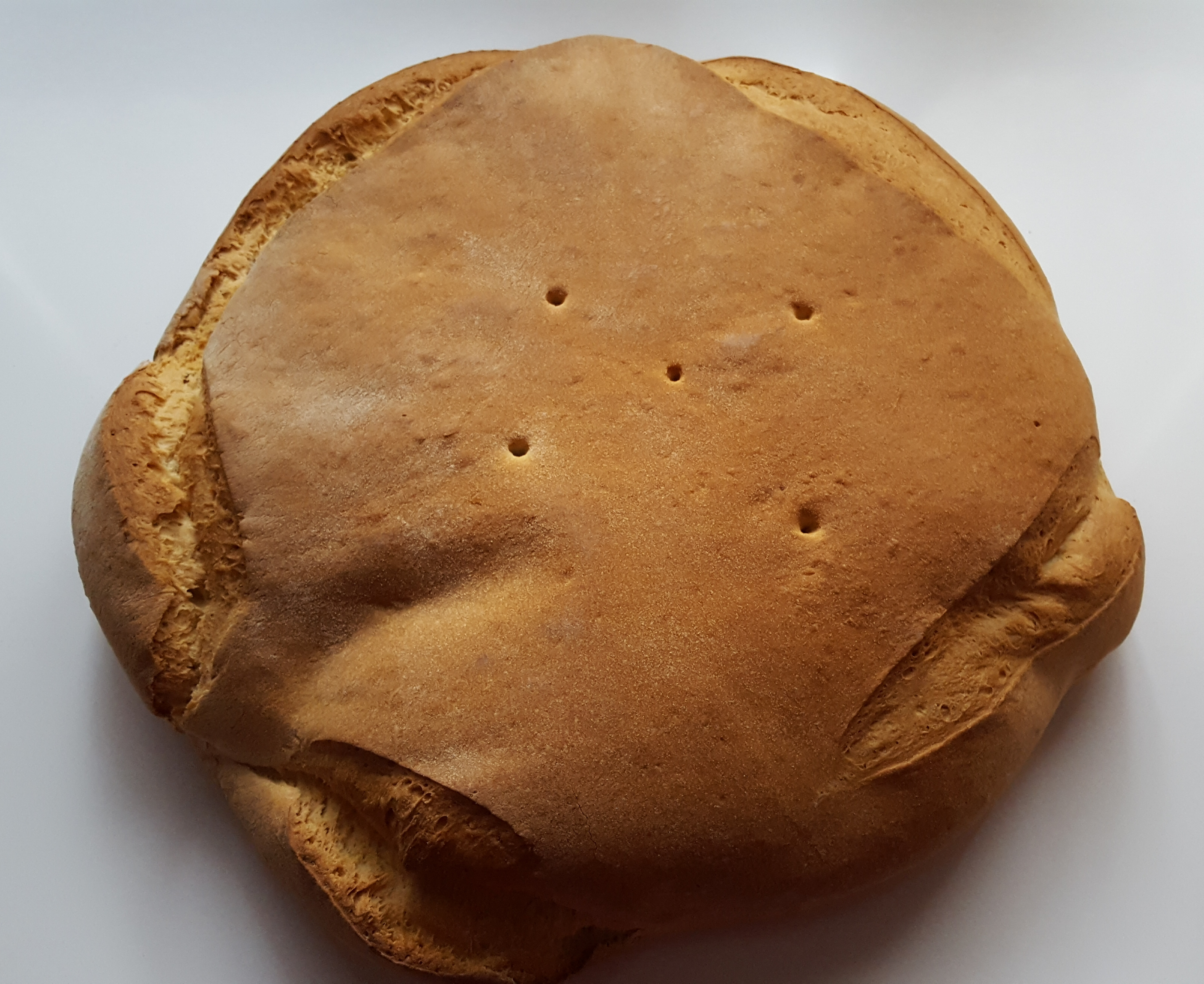
Hogaza que se utiliza cuando está dura para hacer la sopa de ajo

- Agua caliente, de la que algunos cocineros dicen que el truco es que nunca rompa a hervir durante el proceso de cocción. Tradicionalmente se «enriquece» el agua caliente con la adición de huesos de vaca o cerdo o de caldos de carne o jamón más o menos diluidos para dar un mayor sabor. El agua contiene sal y el volumen final de la sopa vendrá determinado por la cantidad de agua empleada, siendo lo habitual para cuatro o seis personas dos litros de agua. En algunas zonas esta primera cocción del agua va acompañada de un hueso de jamón (a veces algo rancio) o de la cocción de alguna verdura, como puede ser la coliflor, el pimiento, etcétera. Existe la posibilidad de emplear especias tales como clavo, laurel, hierbabuena, comino, etcétera.
- El pan duro. Suele emplearse pan de hogaza, a menudo duro de varios días, y puede decirse que es el ingrediente principal. La proporción dependerá del gusto del cocinero, pero se suele emplear cortado en rodajas finas (de cinco a quince milímetros) para que el agua llegue a espesar gracias a su hidratación. Se dice que el pan hace en esta sopa de recuerdo de la carne, lo que podría ser cierto, ya que el pimentón le da un poco de color rojo y un sabor que puede recordar al chorizo. Hay cocineros que echan las rodajas de pan en la sartén donde se hace el sofrito de los ajos y el pimentón para que se tueste un poco. La marquesa de Parabere advierte que del pan solo se debe usar la corteza, pues «la miga estropea la sopa».[11] Llegada la Semana Santa en algunas panaderías se comercializa un «pan de sopa».
- El ajo. Es el tercer ingrediente de la sopa y el que le da su nombre, empleándose una cantidad variable, siendo lo habitual una buena cantidad. Se filetean y se fríen en una sartén con abundante aceite de oliva hasta que empiezan a dorarse. Algunas recetas pueden llegar a emplear hasta 15 dientes de ajo para un litro de agua. El ajo debe dar olor y también proporcionar la emulsión entre el agua y el aceite,
- El pimentón. Tiene una función doble: colorear de rojo el pan y dar aroma. Se echa siempre en la sartén de los ajos cuando ya está fuera del fuego. Se puede emplear pimentón dulce o picante, o una mezcla. En algunos lugares se usa en lugar de pimentón pimientos choriceros secos, en cuyo caso se echa la pulpa hidratada de estos pimientos.

### Elaboración

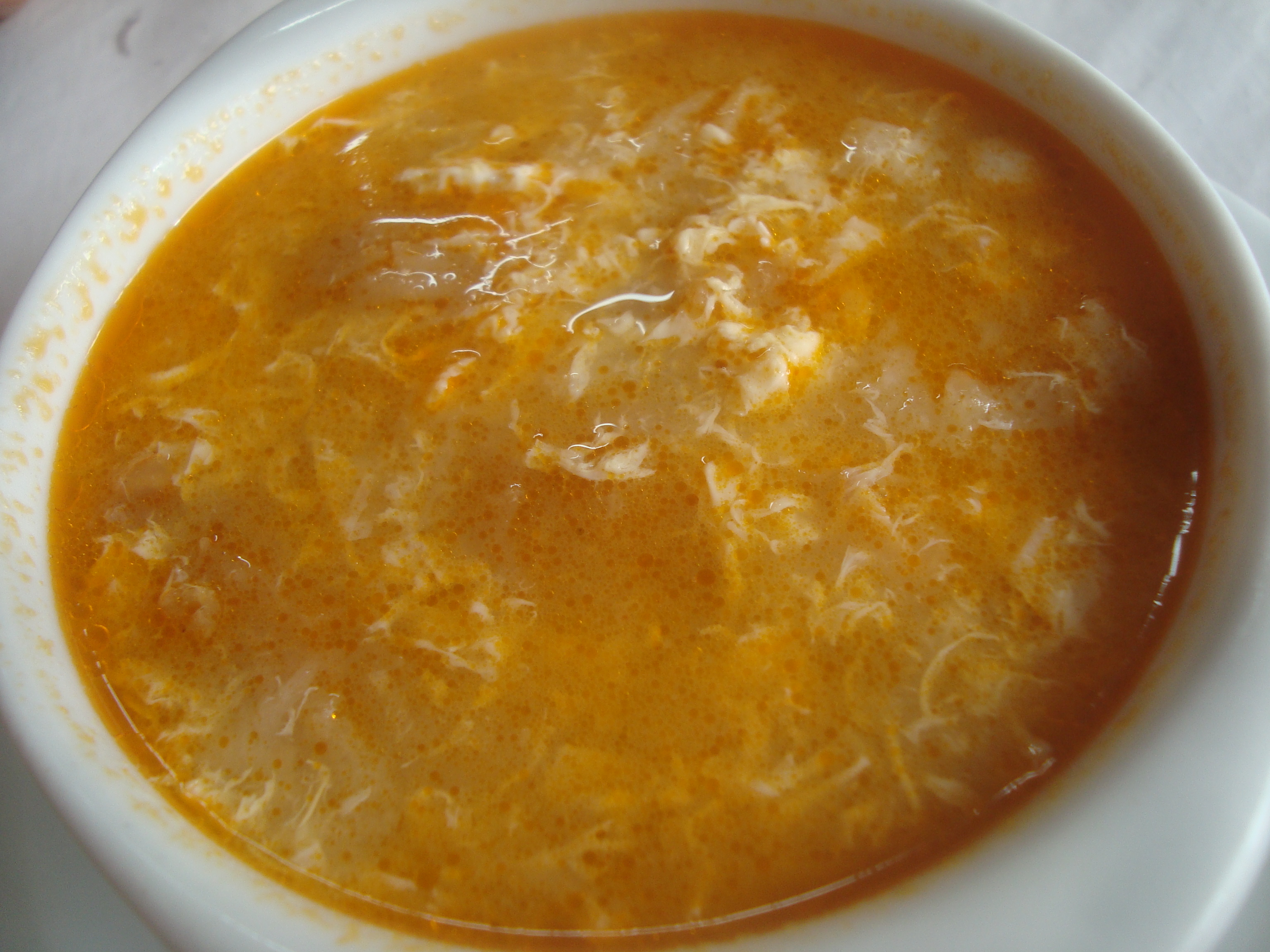
Sopa castellana.

El conjunto puede estar mucho tiempo en agua que dependiendo de la cantidad a servir puede ser entre una y dos horas. El toque final, unos minutos antes de servir, suele ser los huevos que se echan sobre la sopa, rompiéndolos sobre la superficie exterior, de tal forma que la yema se remueve (con una cuchara de palo) por el interior de la sopa y la clara forma una especie de hilos blancos característicos de esta receta.

## Presentación
Se sirve muy caliente, habitualmente en una cazuela de barro, de variadas formas. Existen autores que desaconsejan el uso de vino blanco como acompañamiento de la sopa, indicando más correcto el vino tinto. Es considerado un refinamiento moderno el meter la sopa en el horno unos minutos antes de ser servido y dejar que se recubra de un «costrón».

## Variantes regionales
Una variante regional, denominada sopa de ajo a la andaluza, contiene los mismos elementos que la sopa de ajo tradicional, pero añadiendo al agua pura de la cocción una coliflor. La sopa de ajos a la andaluza no lleva pimentón como en otras partes de España, y no es caldosa sino espesa. En la costa le suelen verter trozos de pescado.
En la sopa de ajo aragonesa se añaden huevos y picatostes. En cada zona de España se elabora la sopa de ajo de una manera particular, incluso cambiándole el nombre: en la provincia de Cuenca la variante local toma el nombre de sopa de pastor; cuando en lugar de emplear pimentón se usan pimientos choriceros suele llamarse al plato sopa a la navarra. En La Rioja, vierten pedazos de tomate y pimientos. En el País Vasco, se prepara una sopa de ajo con bacalao llamada zurrukutuna, elaborada con pan de sopa: sopako.

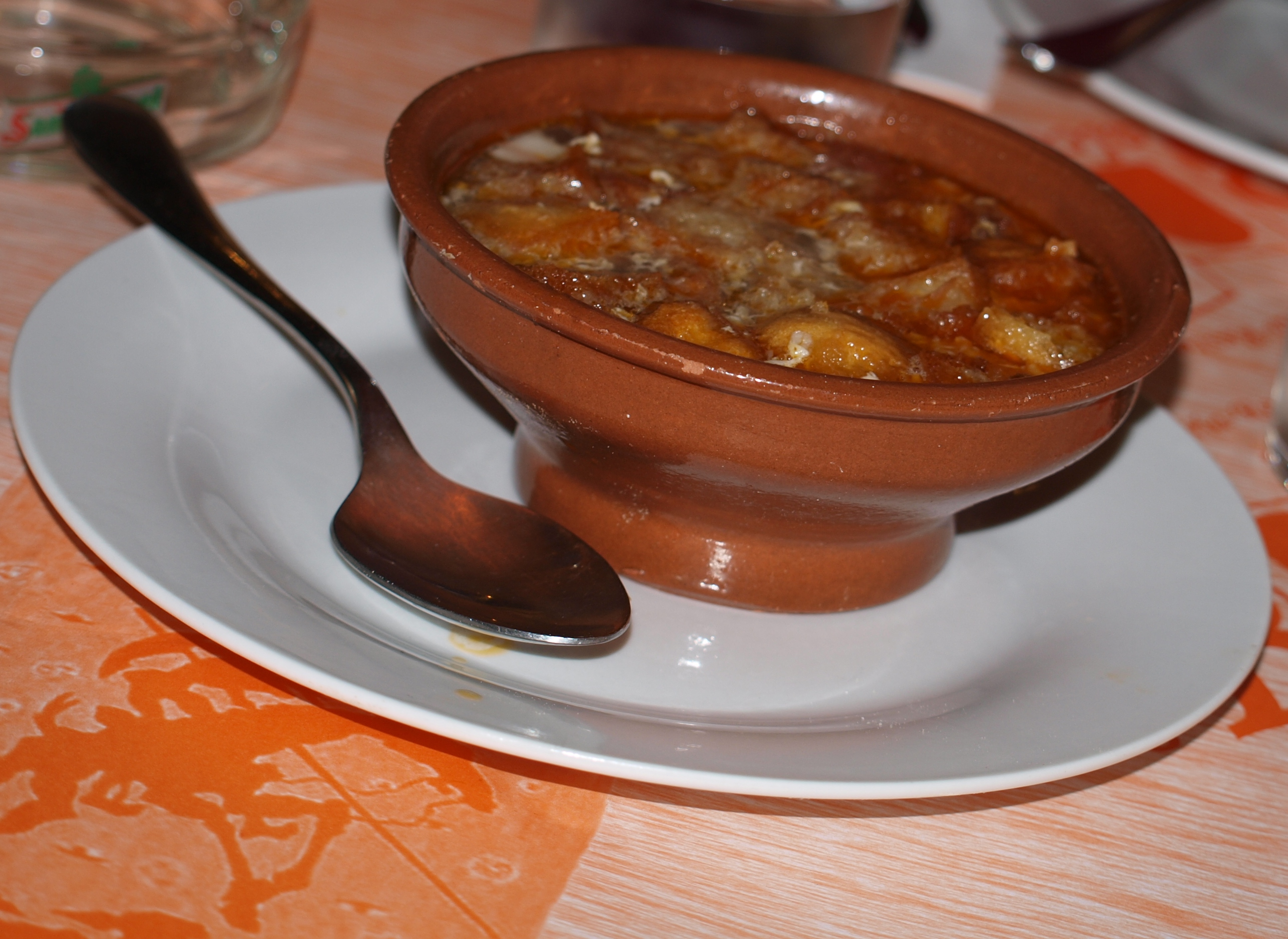
Sopa castellana

Había una diferencia importante entre la sopa que se hacía en las provincias leonesas, donde el pan se añade al final de la cocción al caldo,[cita requerida] mientras que en las provincias castellanas se cuece el pan en el caldo; con la actual movilidad de la gente entre una región y otra, esa diferencia se ha reducido un poco. De ahí que la denominación de sopa castellana pueda aludir específicamente a aquella en la que se cuece el pan en el caldo. Esta particularidad hace que en zonas de Castilla existan además unas sopas de ajo secas (que a veces se llama pastel de ajo), que se terminan en el horno, y que se cuecen tanto que el caldo se consume casi totalmente, aunque dejando el pan húmedo y con una costra dorada por encima.
Existen evidentemente otras variantes que consisten en modificar o añadir algunos de los ingredientes básicos de este plato tan tradicional. Suelen ser provinciales o bien una mezcla con ideas de creatividad anónima. Así por ejemplo, hay una sopa de ajo soriana a la que se añade un puñado de setas senderuelas al refrito con los ajos y el pimentón. En Segovia se le añaden cominos y se deja reposar la sopa en el horno. Existe una sopa de ajo mallorquina que se elabora con cebolletas tiernas y berzas.
En la cocina madrileña (muy influida por la cocina castellano-manchega), son un plato muy importante durante las celebraciones de Semana Santa, denominándose sopa de ajo madrileña[cita requerida]. A comienzos de siglo XX, eran un plato muy habitual en los cafés de tertulia. La sencillez de su elaboración, y lo barato de sus ingredientes, la convertía en un elemento presente siempre en el menú de tascas y figones.
En Portugal, en la región del Alentejo, existe una variedad de sopa de ajo denominada, en portugués, açorda alentejana. En esta sopa, en lugar de utilizar pimentón, se utiliza cilantro, quedando un plato bastante aromático.

## Curiosidades
- El dramaturgo Ricardo de la Vega hizo un poema dedicado a las siete virtudes de las sopas de ajo:

Siete virtudes
tienen las sopas
quitan el hambre,
y dan sed poca
Hacen dormir
y digerir
Nunca enfadan
y siempre agradan
Y crían la cara
colorada

- Alejandro Dumas, en un viaje que hizo por España con el objeto de recopilar información culinaria, intentó llevar la receta a la cocina francesa. Pero eliminó dos ingredientes importantes: el aceite de oliva y el pimentón. En su lugar, menciona grasa (sin decir su origen).[8]
- En los cafés de Madrid de comienzos del siglo XX, se servía con dos huevos por ración, mientras que en las tabernas con solo uno.
- Antiguamente, se servía en las bodas con perejil y huevo duro picado.[8]
- Ya Ramón Pérez de Ayala en su novela Troteras y danzaderas menciona lo idóneo de esta sopa tras una noche de juerga.:[14] Vamos, hijos, meteos por las sopas de ajo, que no hay nada como eso después de una juerga.
- En el libro de cocina El Practicón de Ángel Muro, en su decimocuarta edición, editada por Hijos de Miguel Guijarro de Madrid el año 1899, con el título de “Sopas de ajo inmortales”, viene una receta en verso de Ventura de la Vega.[15]